# Peter Dedon
Peter Dedon é um engenheiro americano actualmente Professor Underwood-Prescott de Engenharia Biológica no Massachusetts Institute of Technology.